# Brachyrhopala fenestrata
Brachyrhopala fenestrata är en tvåvingeart som först beskrevs av Macquart 1850.  Brachyrhopala fenestrata ingår i släktet Brachyrhopala och familjen rovflugor. Inga underarter finns listade i Catalogue of Life.